# 2017年のエストニア
2017年のエストニア （2017ねんのエストニア）では、2017年のエストニアに関する出来事について記述する。

## できごと

### 7月
- 7月1日 - エストニア、欧州連合理事会議長国に初めて就任。任期は、2017年12月31日まで[1]。
- 7月29日 - 首都タリンで自動運転バスの試験運行が開始[2][3]。バスは、8月26日までの約1月間運行[3][4]。

### 8月
- 8月9日 - サッカーのエストニア・カップで珍ゴール。名門FCレバディア・タリンは、試合開始14秒で一度もボールに触れずに相手チームのパイデ側のオウンゴールで先制得点[5][6]。
- 8月10日 - エストニア北部の高速道路で離着陸訓練中のアメリカ空軍所属の軍用機（A-10）1機が、道路標識に接触[7][8]。道路標識は損傷し、高速道路は翌朝まで閉鎖となった[8]。
- 8月26日 - 首都タリンでの自動運転バスの試験運行が終了[9][4]。バスは2台体制で、7月29日からの約1月間で乗客約5,500人を運び、総走行距離は1,300キロメートルに達した[10][4]。

## 死去
- 1月21日 - ヴェリヨ・トルミス、作曲家（1930年 -）